# انجمن جهانی زیرساخت‌های حمل‌ونقل آبی
انجمن جهانی زیرساخت‌های حمل و نقل آبی (به انگلیسی: The World Association for Waterborne Transport Infrastructure) یا به اختصار پیانک (به انگلیسی: PIANC) یک سازمان بین‌المللی است که در سال ۱۸۸۵ میلادی تأسیس و مسئول طرح عناوین و مشاوره جهت استانداردها در زمینه ترافیک آبراه‌های قابل کشتیرانی، کانال‌ها، رودخانه‌ها و بندرگاه‌ها است. مرکز اصلی این انجمن در شهر بروکسل و در دفاتری که توسط دولت فلاندرز بلژیک مهیا گردیده واقع شده است. این انجمن تا سال ۱۹۲۱ با نام اتحادیه کنگره‌های بین‌المللی ناوبری دائمی (AIPCN) شناخته می‌شد و بعدها انجمن بین‌المللی دائمی کنگره‌های ناوبری)PIANC) نام گرفت. این انجمن با نام انجمن بین‌المللی ناوبری نیز شناخته می‌شود.

## تاریخچه
در ۲۵ می سال ۱۸۸۵ اولین همایش ناوبری رودخانه‌ای در بروکسل برگزار و بدینوسیله فرصتی جدید برای بحث و مذاکره بین‌المللی حول مسائل ومشکلات در زمینه ناوبری رودخانه‌ای فراهم آمد. بعد ازگذشت چند سال، همایش ناوبری رودخانه‌ای و همایش ناوبری اقیانوس با یکدیگر ادغام شدند و همایش بین‌المللی ناوبری به وجود آمد.
در همایشی که در سال ۱۹۰۰ در پاریس برگزار شد، یک کمیسیون دائمی بین‌المللی برای همایش‌های ناوبری راه اندازی شد. دو سال بعد، با تصویب اساسنامه، پیانک به رسمیت شناخته شد. اکنون همایش‌ها هر چهار سال یکبار در سرتاسر نقاط جهان برگزار می‌شوند.
در سال ۱۹۲۶ تصمیمی مبنی بر انتشار یک خبرنامه به صورت هر شش ماه یکبار جهت افزایش ارتباط بین اعضا گرفته شد. انتشار این خبرنامه همچنان ادامه دارد ولی اکنون به صورت مجله الکترونیکی منتشر می‌شود.
در سال ۱۹۷۹ در این انجمن تصمیم حائز اهمیتی مبنی بر تأسیس کمیسیون‌های دائمی تخصصی و کارگروه‌ها زیر نظر کمیسیون‌های تخصصی گرفته شد. اولین گزارش کارگروه در سال ۱۹۸۳ منتشر شد و در پی آن بیش از صد گزارش دیگر نیز منتشر شدند.
در طی سال‌ها پیانک به صورت قابل ملاحظه‌ای از یک انجمن سازماندهی کنفرانس‌های چهار ساله تا انجمن تنظیم‌کننده استانداردهای تخصصی و چاپ گزارش‌ها با رده بنده بالا تغییر کرده است.

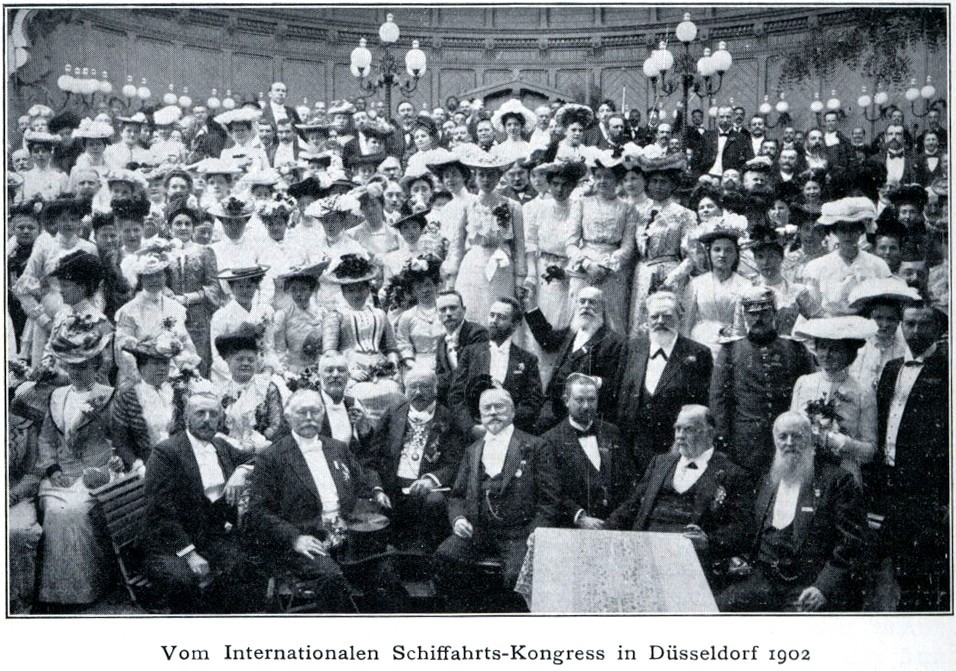
کنگره پیانک در دوسلدورف، سال ۱۹۰۲

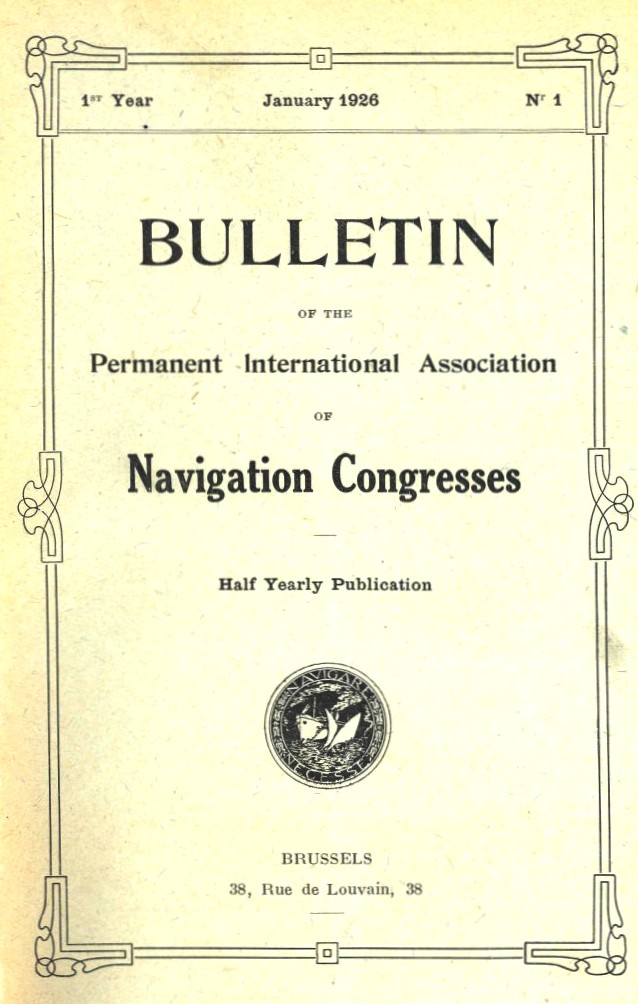
جلد خبرنامه پیانک، ژانویه ۱۹۲۶

## بنیان‌گذاری
انجمن پیانک متشکل از اعضاء واجد شرایط، افتخاری و علاقه‌مند است که ممکن است افراد حقیقی یا حقوقی باشند.
اعضاء واجد شرایط انجمن که دارای حق رأی در مجمع عمومی هستند عبارت اند از:
- دولت‌های ملی
- حاکمیت‌های منطقه‌ای یک دولت ملی
- بخش‌های ملی یا بدنه‌های ملی کشورهایی که دولت‌هایشان دیگر عضو واجد شرایط نیستند. این بخش‌ها یا بدنه‌های ملی بعد از تأیید عضویتشان توسط مجمع عمومی از حق و وظایف یکسان با اعضاء دولتی برخوردار می‌شوند.
- سازمان‌های بین دولتی

پیانک توسط یک رئیس، یک دبیرکل و چندین نائب رئیس که نمایندگی مناطق اصلی دنیا را بر عهده دارند اداره و هدایت می‌شود.

## کمیسیون‌ها
فعالیت‌های اصلی پیانک عبارت اند از:
- برپایی و مدیریت کارگروه‌های متخصصین بین‌المللی جهت آماده‌سازی گزارش‌های تخصصی[۳] و دستورالعمل‌ها در زمینهٔ طراحی زیر ساخت‌های ترابری آبی
- ساخت و ساز و مدیریت
- سازماندهی همایش‌ها و رویدادها در سطح بین‌المللی
- تقدیر از برترین‌ها در زمینه‌های مورد توجه پیانک

به منظور انجام این فعالیت‌ها، پیانک دارای کمیسیون‌های تخصصی متشکل از متخصصین بین‌المللی است، این کمیسیون‌ها عبارت اند از:
- کمیسیون ناوبری رودخانه‌ای[۴]
- کمیسیون محیط زیست[۵]
- کمیسیون ناوبری دریایی[۶]
- کمیسیون ناوبری تفریحی[۷]

دیگر کمیسیون‌های راهبردی پیانک عبارت اند از:
- کمیسیون همکاری بین‌المللی[۸]
- کمیسیون مالی[۹]
- کمیسیون ارتقا[۱۰]
- کمیسیون متخصصین جوان[۱۱]

نظارت بر تمامی کمیسیون‌ها بر عهدهٔ کمیتهٔ اجرایی است.

## کمیسیون ناوبری رودخانه‌ای
کمیسیون ناوبری رودخانه‌ای با همکاری کمیسیون ناوبری دریایی، کمیسیون ناوبری تفریحی و کمیسیون محیط زیست عهده‌دار فعالیت‌های پیانک در زمینهٔ آبراه‌های داخلی است. کمیسیون ناوبری رودخانه‌ای به منظور دستیابی به اهداف راهبردی پیانک در صدد پیوستن به دیگر کمیسیون‌ها و سازمان‌های بین‌المللی است.

## کمیسیون محیط زیست
کمیسیون محیط زیست عهده‌دار مسائل و موضوعات زیست‌محیطی خیلی خاص، گسترده، و مورد توجه پیانک بوده و نمایندگی پیانک را در سازمان‌های بین‌المللی در رابطه با مسائلی نظیر کنوانسیون لندن، OSPAR, WODA، و EU بر عهده دارد.
لازم است ذکر شود که تأثیرات زیست‌محیطی در محل‌های خاص، که بواسطهٔ فعالیت‌های ناوبری رودخانه‌ای و دریایی ایجاد شده‌اند، به‌طور یکسان با همکاری دو کمیسیون ناوبری رودخانه‌ای و ناوبری دریایی مورد رسیدگی قرار می‌گیرند. به‌علاوه، کمیسیون محیط زیست مسئول موضوع‌های عمومی و گستردهٔ زیست‌محیطی است که به گونه‌ای با حیطه فعالیت‌های پیانک تداخل دارد.
کمیسیون محیط زیست درصدد پیوستن به دیگر بخش‌های مرتبط با ناوبری است و دارای ارتباط‌هایی با گروه‌های غیررسمی در زمینهٔ مسائل زیست‌محیطی و نیازهای آموزشی است. این کمیسیون همچنین تلاش‌هایی را در جهت افزایش عضویت متخصصین محیط زیست در پیانک آغاز کرده است.

## کمیسیون ناوبری دریایی
کمیسیون ناوبری دریایی عهده‌دار مسائلی در زمینهٔ بندرگاه‌ها و مسیرهای دریایی است. به هنگامی که این مسائل دارای چشم‌اندازی گسترده‌تر باشند، به عنوان مثال زمانی که تأثیرات زیست‌محیطی یا رودخانه‌ای مد نظر باشد، کمیسیون ناوبری دریایی با دیگر کمیسیون‌ها همکاری می‌نماید. این کمیسیون همچنین با دیگر سازمان‌های بین‌المللی نظیر IMO, IAPH, WODA و غیره در ارتباط است و با آن‌ها همکاری متقابل دارد.

## کمیسسیون ناوبری تفریحی
کمیسیون ناوبری تفریحی به منظور پرداختن به جنبه‌های مرتبط با ورزش و ناوبری تفریحی، در جهت توسعه پشتیبانی برای این نوع ناوبری و تسهیل تعامل با دیگر انواع ناوبری (تجاری و ماهیگیری) تأسیس شده است.
این کمیسیون همکاری تنگاتنگی با دیگر سازمان‌ها مانند شورای بین‌المللی انجمن‌های صنایع دریاییدارد. این کمیسیون توسط ۱۵ متخصص از تمام قاره‌ها تشکیل شده و کارگروه‌های متخصصین را جهت آماده‌سازی گزارش‌های تخصصی و دستور العمل‌ها مدیریت و هدایت می‌کند. هر ساله کمیسیون جایزهٔ Jack Nichol را به برترین طراحی اسکله پیانک اعطا می‌کند. این کمیسیون همچنین برنامهٔ آموزشی طراحی اسکله پیانک را با هدف سازماندهی دوره‌های خاص برای طراحان اسکله آغاز کرده است.

## طبقه‌بندی قایق‌های تفریحی
طبقه‌بندی اندازه قایقها که عبارت اند ازRD , RC, RB, RA برای قایق‌های تفریحی که در دستهٔ ابعاد CEMT قرار داشتند طراحی شدند. طرح پیشنهادی افزایش طبقه‌بندی‌های CEMT توسط کمیسسیون اقتصادی سازمان ملل متحد در اروپا(UNECE)به عنوان مصوبهٔ شمارهٔ ۵۲ به تصویب رسید.

## جوایز
پیانک از طریق کمیسیون‌های تخصصی تعدادی جوایز بین‌المللی را مدیریت و اعطاء می‌کند. این جوایز که قوانین و مقررات خاص خود را دارند به ترتیب زیر می‌باشند:
- PIANC De Paepe-Willems Award
- PIANC Marina Excellence Design "Jack Nichol" Award(MEDA)
- PIANC YP Award
- PIANC Working With Nature Award

## همایش جهانی
پیانک هر چهار سال یکبار همایش جهانی را در مناطق مختلف جهان سازماندهی و برگزار می‌کند. دیگر رویدادهای دوره‌ای این انجمن عبارت اند از:
- Smart Rivers که بر زیر ساخت‌های ناوبری رودخانه‌ای متمرکز است و هر دو سال یکبار برگزار می‌شود.
- همایش‌های COPEDEC که در کشورهای در حال توسعه و هر چهار سال یکبار برگزار می‌شوند.
- The Mediterranean Days of Coastal and Port Engineering که بر منطقهٔ خاورمیانه تمرکز دارد و به صورت سالیانه برگزار می‌شود.

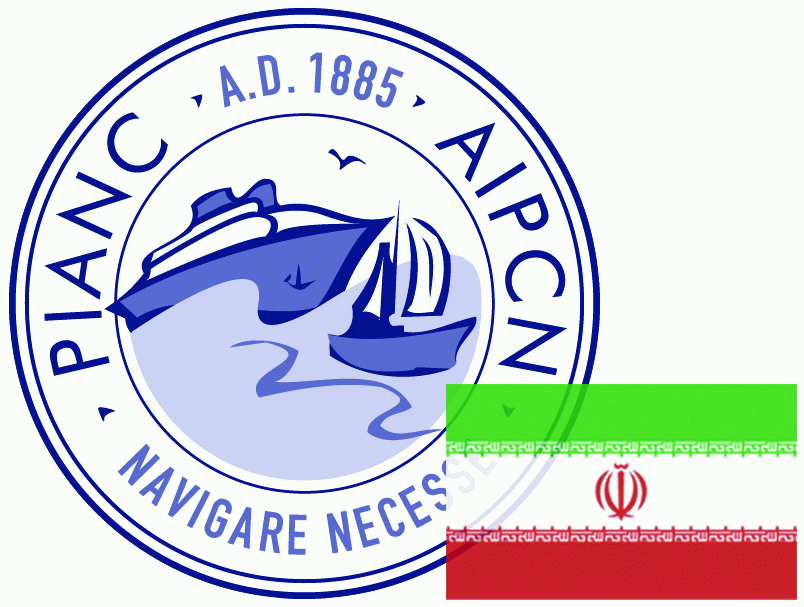
پیانک ایران

## پیانک-ایران
دبیرخانه دائمی همایش بین‌المللی سواحل، بنادر و سازه‌های دریاییاز سال ۲۰۱۰ به‌طور رسمی به عنوان عضو واجد شرایط انجمن جهانی زیر ساخت‌های حمل و نقل آبی انتخاب و به عنوان اولین عضو انجمن در خاورمیانه شروع به کار نموده است. پس از حضور دبیرکل انجمن پیانک در دوره‌های هشتم و نهم همایش و مشاهده دستاوردها، تجربیات و نوآوری‌های علمی و اجرائی متخصصین داخلی در عرصه علوم دریایی، بخش ملی انجمن در کشور ایران به عنوان پل ارتباطی اعضاء ایرانی تأسیس و فعالیت خود را آغاز نمود.
در حال حاضر ایران در چهار کمیسیون ناوبری دریایی، محیط زیست، متخصصین جوان و همکاری دارای نماینده است. از ابتدای همکاری ایران با انجمن جهانی زیر ساخت‌های حمل و نقل آبی حق رأی بخش ملی کشور به سبب همکاری و تعامل صمیمانه از یک رأی به سه رأی افزایش یافته است.